# ライヴ・ベック3〜ライヴ・アット・ロニー・スコッツ・クラブ
ライヴ・ベック3〜ライヴ・アット・ロニー・スコッツ・クラブ(Performing This Week...Live At Ronnie Scott's)は、2008年にリリースされたジェフ・ベックのライヴ・アルバム。
2007年11月27日から12月1日までの5日間、ロンドンのロニー・スコッツ・ジャズ・クラブで行われたライヴを収録。
本作に収録された「ア・デイ・イン・ザ・ライフ」で、第52回グラミー賞最優秀ロック・インストゥルメンタル・パフォーマンス賞を受賞した。

## 曲目
1. ベックス・ボレロ - Beck's Bolero (Maurice Ravel, arr. Jimmy Page)
2. エタニティズ・ブレス - Eternity's Breath (McLaughlin)
3. ストレイタス - Stratus (Cobham)
4. 哀しみの恋人達 - Cause We've Ended As Lovers (Wonder)
5. ビハインド・ザ・ヴェイル - Behind the Veil (Hymas)
6. ユー・ネヴァー・ノウ - You Never Know (Hammer)
7. ナディア - Nadia (Sawhney)
8. ブラスト・フロム・ジ・イースト - Blast From The East (Hymas)
9. レッド・ブーツ - Led Boots  (Max Middleton)
10. エンジェル（フットステップス） - Angel (Footsteps) (Hymas)
11. スキャッターブレイン - Scatterbrain (Beck, Middleton)
12. グッドバイ・ポーク・パイ・ハット/ブラシ・ウィズ・ザ・ブルース - Goodbye Pork Pie Hat (Charles Mingus) / Brush with the Blues (Beck, Hymas)
13. スペース・ブギー - Space Boogie (Hymas, Phillips)
14. ビッグ・ブロック - Big Block (Beck, Bozzio, Hymas)
15. ア・デイ・イン・ザ・ライフ - A Day In The Life (Lennon, McCartney)
16. ホエア・ワー・ユー - Where Were You (Beck, Bozzio, Hymas)

## パーソネル
- ジェフ・ベック - ギター
- ヴィニー・カリウタ - ドラムス
- タル・ウィルケンフェルド - ベース
- ジェイソン・リベイロ - キーボード